# Список порожніх «Бліч»

Перша зустріч Ітіґо Куросакі та Порожньго.

Порожні (яп. 虚 — уро «порожнеча», але в манзі яп. ホロウ — хоро від англ. Hollow) або «мінуси» — це негативні персонажі манги і аніме Бліч. Вигадана раса духовних істот, які з'являються із занепалих душ що не змогли вознестися і як примари блукають по землі. Кожна примара що довго перебуває в світі живих — потенційний порожній. Якщо лише провідники душ вчасно не супроводять їх до Суспільства Душ. Процес перетворення на порожнього може зайняти дні, місяці, або роки, залежно від довжини Ланцюга Долі (зв'язок з реальним світом яп. 因果の鎖), який тягнеться з того місця, де у людей розташовано серце. Чим довше душа залишається в земному світі, тим більше вона деградує, а Ланцюг Долі розпадається. Коли неупокоїна душа повністю втрачає його то розсипається на духовні частинки і відроджується (перероджується) як Порожній. Спершу це величезне потворне створіння, обличчя якого завжди приховано білою черепоподібною маскою різних форм, яка символізує смерть душі, а діра, на тому місці куди раніше приєднувався Ланцюг, символ її порожнечі. Якщо Порожній скинув маску, він може на нетривалий час відновити здоровий глузд. Душі що перетворилася на порожніх, не обов'язково за життя були злими. Людина може стати примарою та чіплятися за світ живих з добрими намірами: наприклад, наглядати за дорогими людьми, захищати якесь конкретне місце та т.п. Проте примари практично не можуть взаємодіяти із реальним світом, тому з часом впадають у відчай, озлоблюються, розчаровуються у своїх цілях, або навпаки стають одержимими ними. Дехто стає порожнім тому що інші порожні, при спробі з'їсти примару, розривають його Ланцюг Долі. Вони можуть почати переслідувати близьких людей або нападати на тих хто знаходиться на території яку Порожні вважають своєю. Коли примара стає порожнім, вона не може повернутися до колишнього стану і приречена пожирати інші душі. Тому багато порожніх зайняті тільки пошуками «найапетитніших» жертв, і нічим більш. Ці чудовиська атакують будь-які душі, що володіють високою концентрацією духовної енергії, щоб харчуватися ними. Однак вони нападають не тому що голодні, а в спробі полегшити власні муки — вони безуспішно намагаються заповнити порожнечу в середині себе (Душі). Поглинувши багато енергії можуть еволюціонувати в більш сильних і розумних.
Живуть порожні в альтернативній реальності Уеко Мундо.
Більшість людей не можуть бачити порожніх, так як це істоти духовної природи і складаються із висококонцентрованої духовної матерії.

## Уеко Мундо
Уеко Мундо (яп. 虚圏（ウェコムンド) — Світ порожніх, який знаходиться між світом живих (Землею) і Співтовариством Душ (світ Душ) і оточений духовними частинками що хаотично рухаються. Сама назва походить від ісп. Mundo Hueco — «порожній світ» або «світ порожніх», потрапити сюди можна тільки одним шляхом — розірвавши просторову тканину. Манґа Bleach розділ 48 та 178. Реальність розділена за чіткою ієрархією.
- Ліс Меносів — Темне і похмуре місце із сухими піщаними деревами що тягнуться в порожнечу. Тут сплять Гіліани і живуть звичайні порожні (Мінуси), в той час, коли не полюють за душами на Землі.
- Вічна Пустеля — це пустеля, що заповнена сіруватим піском, схожим на кристали солі, іноді зустрічаються кварцові дерева. Знаходиться над лісом Меносів, лише найсильніші Меноси, а саме Адюкаси, можуть піднятись сюди.
- Лос Ночес — Величезний замок в центрі вічної пустелі. Місце проживання Вастерлордів та Арранкар.

## Мінуси
Це звичайні порожні, оскільки немає двох однакових душ, їхній вигляд, форми та розміри можуть колосально відрізнятися. Вони часто відправляються в реальний світ, щоб харчуватися душами живих людей, де особливо небезпечні, оскільки більшість людей не можуть їх бачити. Щоб справлятися з порожніми, земний світ і патрулюють сініґамі.
- Духовні паразити — точне походження невідоме. Порожні що живуть в середині духів чи інших порожніх, іноді допомагають своїм носіям чи вступають в симбіоз з ними.

## Меноси
- Гіліани — Наступна ланка еволюції. Іноді порожні нездатні втамувати свою внутрішню порожнечу, навіть пожираючи великі кількості духовної енергії. Вони починають пожирати інших порожніх і зливатися з ними. Гіліани не мають свідомості і зазвичай сплять в Лісі Меносів, пробуджуються лише сильною рєяццу. Ті гіліани в яких є якась свідомість іменуються Менос Гранде, цей же термін застосовується до всіх порожніх з великою кількістю рєяццу. Яку вони здатні збирати та стискати своїм ротом і перетворювати в атаку Серо.
- Адюкаси — Наступна ланка еволюції порожніх, з'являються з Гіліан із свідомістю. Вони мають постійно пожирати інших Меносів, інакше регресують в Гіліан і втратять свідомість.
- Вастерлорди — Кінцева ланка еволюції порожніх.
- Арранкари — найсильніші порожні що зламали свої маски і перетворили їх на Мечі, які за своїми функціями нагадують дзанпакто. Якщо маску зривають насильно, то немає ні надбавки в силі, ні якихось інших позитивних ефектів. Зовні схожі на звичайних людей із зламаною маскою на обличчі. Процес створення арранкара з порожнього називається сініґамі-ка (яп. 死神化). Слово «Арранкар» походить від іспанського «arrancar» — «знімати», «видирати». Японською мовою пишеться як 破面 «зірвана маска», але вимовляється на іспанський зразок: арранкар (яп. アランカル).

## Еспада
Еспада (яп. エスパーダ есупа: да), від ісп. Espada «меч». Організація арранкар створена Айцзеном Соуске. Цей же термін застосовується до 10 найсильніших її членів, у кожного є тату цифри, від 1 до 10. від сильнішого до слабшого. Що правда № 10 насправді виявиться Нулем. Кожен Еспада відповідає одному із образів смерті людини і має право наказувати іншим Арранкарам та решті порожніх.
- Фрасьіони (яп. フラシオン фурасіон), від ісп. Fracción («Частки»); яп. 従属官 («підкорені офіцери») — особиста гвардія кожного Еспади.

### Primera Espada Койот Старрк
- Койот Старрк (яп. コヨーテ・スターク Коюоте Сутарку, en. Coyote Starrk) Primera Espada (ісп. Перший Меч) символізує самотність.

- Лілінет Джижербак (яп.リリネット・ジンジャーバック Рірінето Джінджабакку, en. Lilynette Gingerback) маленька дівчинка що є єдиним фрасіоном і другою частиною душі Коййота Старка. за чутками мала № 100.

### Tres Espada Тіер Харрібель
Тіер Харрібель або Тія Халібель

### Sexta Espada Гурімджоу Джаггерджак
Гурімджоу Джаггерджак (яп. グリムジョー・ジャガージャック Гурімудзеї Дзяга: дзякку, Grimmjow Jeagerjaques) — Секста Еспада від ісп. Sexta Espada («шостий меч»), спочатку після перетворення в арранкара, мав номер «12». До перетворення був Адюкасам, схожим на пантеру з кістяною шкірою. Має дуже перемінний характер, в одну секунду спокійний і меланхолічний, в іншу злий і безконтрольний. Сам наглий і кровожерливий, єдиний хто перечив Айзену. Його нестримний характер причина майже всіх проблем. Символізує: руйнування (саморуйнування). Це один із перших арранкар що з'являються в манзі і самий упізнаваний з них.
Через власне бажання перевершити усіх, він прийде в Каракурру, де втратить всіх своїх Фрасіонів і почне вважати Куросакі Ітіґо своїм особистим ворогом. Через це він втратить руку і знову стане номером «12». Після того як Іноуе Оріхіме зцілить його, він знову кине виклик Ітіго і програє.
- Меч Король Леопард (яп. 豹王(パンテラ), від ісп. Pantera. Команда для вивільнення — «Розірвиїх на шмаття» (яп. 軋れ кисирэ). В формі Ресураксіона його волосся стає дуже довгим, кігті і ікла збільшуються, а тіло набуває подоби кота і виростає хвіст. Замість маски порожнього на правій щоці, з'являється пластина на лобі. В цій формі він дуже гнучкий, швидкий і ловок. Найсильніша атака зветься Десгаррон (яп. 豹王の爪(デスガロン), досл. «кігті короля-леопарда» від ісп. Desgarrón («рвати»); Гурімджоу збирає ріаццу в своїх кігтях і вистрелює нею по ворогам, чим більше сили він вкладе тим більші і руйнівніші вони.

#### Шаулун Коуфан
Шаулун Коуфан (яп. シャウロン・クーファン Сяурон Ку: фан, Shawlong Koufang) № 11.

#### Едрад Лионес
Едрад Лионес (яп. エドラド・リオネス Едорадо Ріонесу, Edrad Liones) — № 13.

#### Накім Гріндіна
Накім Гріндіна (яп. ナキーム・グリンディーナ Накіму Гуріндііна, Nakeem Grindina) — № 14.

#### Ілфордт Гранц
Ілфордт Гранц (яп. イールフォルト・グランツ Іруфоруто Гуранцу, Yllfordt Granz) — № 15.

#### Ді Рой Рінкер
Ді Рой Рінкер (яп. ディ・ロイ・リンカー Ді Рой Рінка, Di Roy Rinker) — № 16.

### Novena Espada Арониро Аруруері
Арониро Аруруері або Ароніро Алулуері або Аронільйо Алрелі єдиний Гіліан що став Арранкаром.

### Cero Espada Яммі Ліарго
- Яммі Ліарго (яп.ヤミー・リヤルゴ Ямі Ріяруго, en. Yammy Llargo) Носить № 10 але при вивільненні свого ресераксіона (Меча), одиниця зникає. Cero від ісп. нуль. найсильніший арранкар що пішов за Айзеном, символізує гнів (керуючись гнівом). Ім'я меча Ієрра від ісп. «гнів». Дуже м'язистий і дебелий чоловік з залишком маски порожнього на підборідді у вигляді щелепи. Він не дуже розумний та надзвичайно жорстокий до всіх кого вважає «не вартим». В битві покладається на грубу силу і власну витривалість.

## Пріварон Еспада
Прібарони (яп. プリバロン・エスパーダ пурібарон есупада), від ісп. Privaron «позбавлений». Група арранкар які колись були членами 10 сильніших Еспади. Живуть в місці під назвою Тресціфрас (від ісп. Tres Cifras «три цифри») і мають тризначні номери.
- № 103 Дордоні Алессандро дель Сокаччіо (яп. ドルドーニ・アレッサンドロ・デル・ソカッチオ Дорудоіні Арессандоро деру Сокаттіо, Dordoni Alessandro Del Socaccio)
- № 105 Чіручі Сандервіч (яп. チルッチ・サンダーウィッチ Тірутті Санда: вітті, Cirucci Sanderwicci, від англ. Thunderwitch — «грозова відьма»).
- № 107 Гантенбаін Москуеда (яп. ガンテンバイン・モスケーダ Гантенбайн Мосуке: да, Gantenbainne Mosqueda).

## Нумерос
Нумероси (яп. ヌメロス нумеросу), від ісп. Números «числа»; (яп. 数字持ち «ті що носять числа»). Узагальнена назва всіх арранкар Еспади. Цей же термін застосовувався до арранкар які не стали Еспада чи їх Фрасіонами. Набагато сильніші решти порожніх так як створювались як воїни (бойова сила), мають номери від 11 до 99.

### Паторос
- Паторос (яп. パトラス?, Patorasu) — вперше з'являється в 136 серії аніме. Він був дуже розчарований в Еспадах (1-9) і своєю участю. Прагнув стати імператором Уеко Мундо, стверджував що: оскільки Шінігамі вбивають порожніх, то порожні мають вбивати Шінігамі. Він об'єднався з Альдегору і Менісом, спробував вбити Улькіору і викрасти Хоугіоку і прибуде в Каракуру в пошуках Улькіори щоб навчитися ним користуватися. Буде переможений Абараєм Рендзі за допомогою душ плюс — Рін рін, Нови і Клауда, котрі знайдуть його слабке місце. Згодом стає зрозуміло що Паторос був лише маріонеткою Айдзена, по виявленню зрадників серед Арранкар.

Меч Хіеріфальте (яп. ヘリファルテ Herifarute, від «Gyrfalcon»), вивільнення «?».

### Альдегору
- Альдегору (яп. アルデゴル?, Arudegoru) — вперше з'являється в 136 серії аніме, помічник Патороса. В Каракурі вступає в бій з мадараме Ікаку, помре від отриманих поранень. Меч Хабарі (яп. ハバリー Habarī, «Boar»), вивільнення «взяти їх».

### Менос
- Менос (яп. メニス?, Menisu) — вперше з'являється в 136 серії аніме, помічник Патороса. В Каракурі битиметься з Хіцугаєм і програє, хоч відступить та втече, перетвориться на кригу і помре . Меч Ельса (яп. エリッソ Erisso, «Hedgehog»), вивільнення «вдар їх».

## Інші
Після того як Айзен програв арранкари більше не носили номерів, так як і деякі їх не мали.

### Інь і Янь
Лише в фільмі «Bleach: The DiamondDust Rebellion», дві близнючки створені Соудзіро Кусаку (головний негативний персонаж фільму), ним же і вбиті. Інь має блакитне волосся заплетене в хвости, її меч випромінює блискавку. У Яні коротке руде волосся і вогняний меч. Кожна володіє безліччю атак на основі своєї стихії, та здатні перетворюватися в ці стихії. В найсильніших атаках вони поєднують власні ріаццу (стехії).